# サミュエル・L・ジャクソン
サミュエル・L・ジャクソン（Samuel L. Jackson）こと、サミュエル・リロイ・ジャクソン（Samuel Leroy Jackson, 1948年12月21日 - ）は、アメリカ合衆国出身の俳優。

## 来歴

### 生い立ちと学歴
ワシントンD.C.出身。テネシー州で育ち、アトランタのモアハウス大学で海洋生物学、建築、演技を学んだ。大学時代、学校の黒人差別に対抗し、人質をとって抗議したことがある。

### キャリア
舞台やテレビ映画に出演したのち、1972年のブラックスプロイテーション映画『Together for Days』（マイケル・シュルツ監督）に出演して長編映画デビューをする。1976年にアトランタからニューヨーク市に移り、演劇に出演する。この間に、アルコールとコカインへの依存症を体験する。
1988年公開の『星の王子 ニューヨークへ行く』に「マクドゥーウェル・ハンバーガー」への強盗役で出演し、以降『グッドフェローズ』や『パトリオット・ゲーム』、『ジュラシック・パーク』などの大作に脇役で出演。
1991年公開の『ジャングル・フィーバー』での演技が高く評価され、第44回カンヌ国際映画祭で助演賞を受賞したが、本来カンヌ映画祭に助演賞は設けられておらず、彼の演技のためだけに一時的に開設されたものであった。
1994年公開の『パルプ・フィクション』の、聖書を読み上げる殺し屋ジュールス役でアカデミー助演男優賞にノミネートされたことをきっかけに注目を集める。
1995年公開のブルース・ウィリス主演の『ダイ・ハード3』に、準主役で出演し有名俳優の仲間入りを果たした。
1996年公開の『評決のとき』ではゴールデングローブ賞 助演男優賞にノミネートされ、1998年公開の『ジャッキー・ブラウン』で演じたオデール・ロビー役ではベルリン国際映画祭男優賞を受賞した。
2011年には史上最高の興行収入を上げた俳優としてギネス記録を達成した。こういった功績が称賛され、2022年にはアカデミー名誉賞に輝いた。

## 人物

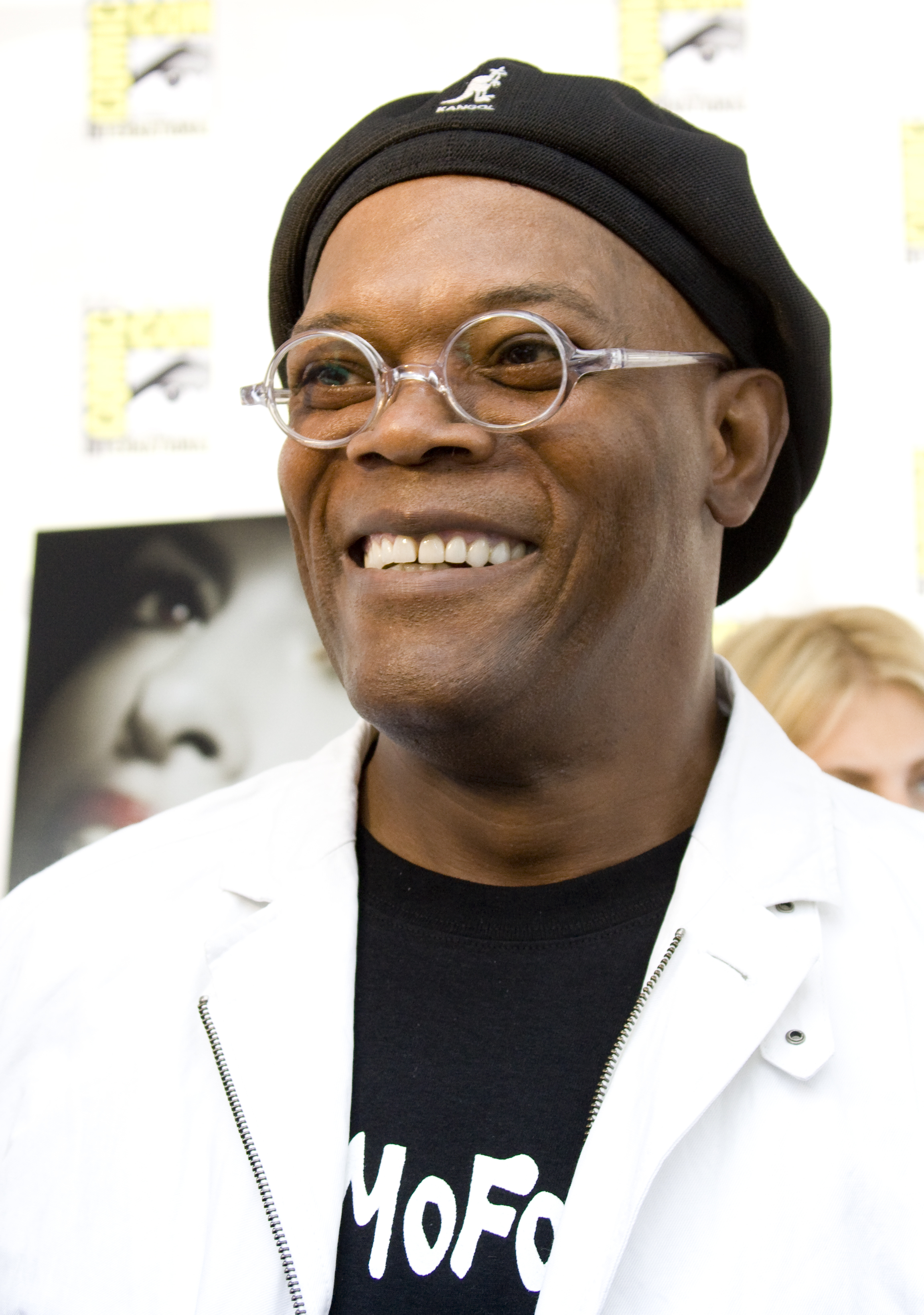
2008年

1980年に女優のラターニャ・リチャードソンと結婚し、娘が1人いる。
千葉真一の熱狂的ファンで、千葉と初めて会った時には直立不動で「サインをください」と頼んでいた。千葉が『パルプ・フィクション』の撮影現場を訪問した際、いつもは自信満々で堂々としているジャクソンも、このときばかり緊張を隠せなかった。2012年の『アベンジャーズ』では、かつて千葉が演じた柳生十兵衛のキャラクターを、役のニック・フューリーに取り入れるなどタフガイを演じる時にはいつも千葉の演技を参考にしている。
コミックとアニメの熱心なファンとして知られ、『アフロサムライ』では原作コミックを気に入りプロデューサーと声優も務めアニメ化に尽力した。お気に入りのアニメは『獣兵衛忍風帖』、『ブラック・ラグーン』など。
NBA、サンアントニオ・スパーズのファンであり、2014年優勝記念ビデオにナレーションで参加している。
吃音症であることを公言している。幼少期に発症して以降、「吃音ではない人のふりをする」といった方法で症状を抑制する術を学んだが、成人後も調子の悪い日には言葉に詰まることもあるという。
ジャクソンはガボンのベンガ族にルーツを持つとDNA検査で示された後、2019年にはガボンに帰化している。

### 遅咲き
エディ・マーフィの主演映画『ショウタイム』で「サミュエル・L・ジャクソンは42歳でブレイクしたんだぜ」という台詞がある。『星の王子ニューヨークへ行く』で脇役を演じたサミュエルが今や（19歳にして『サタデー・ナイト・ライブ』のレギュラーを務めるなど早熟だった）エディよりも高給を取っているというジョークである。
デビュー当時はテレビでの仕事が多く、映画界への足掛かりは『ドゥ・ザ・ライト・シング』『モ'・ベター・ブルース』『ジャングル・フィーバー』とスパイク・リーの映画に立て続けに出演して評価を高めていった。なお、スパイクとはモアハウス大学の先輩後輩である。

### メイス・ウィンドゥ
ジョージ・ルーカスが監督した『スター・ウォーズ』新3部作ではメイス・ウィンドゥを演じた。このとき、出演はルーカス本人に直訴してやっとの事で役をもらった経緯がある（「ノーギャラでもいいからヨーダと共演させてくれ」と頼み込んだという）。
また、スター・ウォーズについて、「僕が宇宙に望むものが全て入った映画だった。ライトセーバーを振り回すジェダイ達、物凄い速さで飛ぶ宇宙船、それにあの衣装。全てがパーフェクトなんだ。まるで、誰かが僕の空想の世界に入ってきて、それを映画にしたみたいだったよ」とコメントしている。
なお、本来ライトセーバーは青、緑、赤の3種類のカラーしか存在しないことになっていたが、どうしても紫がいいと本人が希望したため、特別に紫のライトセイバーとなった。またこのライトセイバーにはこちらも本人の希望で、放送禁止用語が刻印されていた。

## 受賞歴
- 1991年『ジャングル・フィーバー』で、カンヌ国際映画祭（助演男優賞）、ニューヨーク映画批評家協会賞（助演男優賞）受賞。
- 1995年『パルプ・フィクション』で、アカデミー賞（助演男優賞）ノミネート、英国アカデミー賞（助演男優賞）受賞。
- 1998年『ジャッキー・ブラウン』で、ベルリン国際映画祭（男優賞）受賞。
- 2022年 第12回ガバナーズ賞で、アカデミー名誉賞（第94回）受賞[16]。

## 主な出演作品
※太字表記は主演。

### 映画
| 公開年 | 題名 | 役名                                    | 備考 | 吹き替え                                      |
| ------ | --- | --------------------------------------- | --- | --------------------------------------------- |
| 1981   | ラグタイム Ragtime                                                                                            | ギャングのメンバー                      | |                                               |
| 1987   | エディ・マーフィー/ロウ Eddie Murphy: Raw                                                                     | 本人                                    | ライブ・ドキュメンタリー                                                                                               |                                               |
| 1987   | 魔法のドラム・スティック Magic Sticks                                                                         | バム                                    | |                                               |
| 1988   | スクール・デイズ School Daze                                                                                  | リーズ                                  | |                                               |
| 1988   | 星の王子 ニューヨークへ行く Coming to America                                                                 | バーガーショップの強盗                  | 荒川太郎（ソフト版） 小室正幸（フジテレビ版） 大川透（日本テレビ版）                                                   |                                               |
| 1989   | シー・オブ・ラブ Sea of Love                                                                                  | 黒い男                                  | 不明（ソフト版） 不明（テレビ朝日版） 不明（テレビ東京版）                                                             |                                               |
| 1990   | スーパーフライ The Return of Superfly                                                                         | ネイト                                  | （吹き替え版なし） |                                               |
| 1990   | エクソシスト3 The Exorcist III                                                                                | Dream Blind Man                         | 不明 |                                               |
| 1990   | サミュエル・L・ジャクソン in ブラック・ヴァンパイア Def by Temptation                                         | ガース                                  | 石塚運昇 |                                               |
| 1990   | ベッツィの結婚 Betsy's Wedding                                                                                | ミッキー                                | （吹き替え版なし） |                                               |
| 1990   | モ'・ベター・ブルース Mo' Better Blues                                                                        | マドロック                              | 水内清光 |                                               |
| 1990   | ドゥ・ザ・ライト・シング Do The Right Thing                                                                   | ミスター・セニョール・ラブ・ダディ      | 石川英郎（Netflix版）                                                                                                  |                                               |
| 1990   | グッドフェローズ Goodfellas                                                                                   | スタックス・エドワーズ                  | 不明 |                                               |
| 1991   | ジョニー・スエード Johnny Suede                                                                               | B-ボップ                                | |                                               |
| 1991   | ジャングル・フィーバー Jungle Fever                                                                           | ゲイター・パリフィ                      | カンヌ国際映画祭 助演男優賞 受賞                                                                                       |                                               |
| 1992   | ブロンクス/破滅の銃弾 Jumpin' at the Boneyard                                                                 | シンプソン                              | | 石塚運昇                                      |
| 1992   | 海辺の殺人者 Fathers & Sons                                                                                   | マーシャル                              | |                                               |
| 1992   | ジュース Juice                                                                                                | トリップ                                | |                                               |
| 1992   | ホワイト・サンズ White Sands                                                                                  | グレッグ                                | |                                               |
| 1992   | パトリオット・ゲーム Patriot Games                                                                            | ロビー・ジェファーソン・ジャクソン      | 谷口節（ソフト版） 麦人（フジテレビ版） 石塚運昇（テレビ朝日版）                                                       |                                               |
| 1993   | ウォール・オブ・アッティカ/史上最大の刑務所暴動 Against the Wall                                              | ジャマールX                             | テレビ映画 | 土師孝也                                      |
| 1993   | ローデッド・ウェポン1 Loaded Weapon 1                                                                         | ウェズ・ルガー                          | | 大塚明夫（標準語版） 池乃めだか（関西弁版）   |
| 1993   | ジュラシック・パーク Jurassic Park                                                                            | レイ・アーノルド                        | 梁田清之 |                                               |
| 1993   | アモス&アンドリュー Amos & Andrew                                                                             | アンドリュー                            | |                                               |
| 1993   | トゥルー・ロマンス True Romance                                                                               | ビッグ・ドン                            | 江川央生（ソフト版） 桜井敏治（日本テレビ版） 田原アルノ（テレビ東京版）                                               |                                               |
| 1994   | フレッシュ Fresh                                                                                              | サム                                    | |                                               |
| 1994   | ワイルドボーイズ/ヘイル、シーザー！ Hail Caesar                                                               | メイルマン                              | |                                               |
| 1994   | アゲインスト・ザ・ウォール（原題） Against the Wall                                                           | Inmate Jamaal X                         | |                                               |
| 1994   | 片目のジミー The Search for One-eye Jimmy                                                                     | ロン大佐                                | |                                               |
| 1994   | ポケットいっぱいの涙 Menace II Society                                                                        | ローソン                                | |                                               |
| 1994   | パルプ・フィクション Pulp Fiction                                                                             | ジュールス・ウィンフィールド            | 英国アカデミー賞 助演男優賞 受賞                                                                                       | 大塚明夫                                      |
| 1995   | 代理人 Losing Isaiah                                                                                          | ルイス                                  | | 水野龍司                                      |
| 1995   | 愛犬フルーク/生まれかわったパパ Fluke                                                                         | ランボー                                | 池田勝 |                                               |
| 1995   | ニュー・エイジ The New Age                                                                                    | デイル                                  | |                                               |
| 1995   | 死の接吻 Kiss of Death                                                                                        | カルヴィン・ハート                      | 池田勝 |                                               |
| 1995   | ダイ・ハード3 Die Hard: With a Vengeance                                                                      | ゼウス・カーヴァー                      | 池田勝（ソフト版） 屋良有作（フジテレビ版） 大塚芳忠（テレビ朝日版） 不明（機内上映版） 牛山茂（メイキング特番吹替版） |                                               |
| 1995   | メイキング・オブ・ダイ・ハード3 Making of Die Hard with a Vengeance                                           | 本人                                    | メイキング映画 |                                               |
| 1996   | ファイト・マネー The Great White Hype                                                                         | フレッド                                | ビデオスルー | （吹き替え版なし）                            |
| 1996   | ハードエイト Sydney                                                                                           | ジミー                                  | ビデオスルー | （吹き替え版なし）                            |
| 1996   | トゥリーズ・ラウンジ Trees Lounge                                                                             | ウェンデル                              | | （吹き替え版なし）                            |
| 1996   | 評決のとき A Time To Kill                                                                                     | カール・リー・ヘイリー                  | 増岡弘（ソフト版） 樋浦勉（フジテレビ版）                                                                              |                                               |
| 1997   | 187 One Eight Seven                                                                                           | トレヴァー                              | 谷口節 |                                               |
| 1997   | プレイヤー/死の祈り Eve's Bayou                                                                               | ルイス                                  | 池田勝 |                                               |
| 1997   | ロング・キス・グッドナイト The Long Kiss Goodnight                                                            | ミッチ                                  | 福田信昭（ソフト版） 江原正士（フジテレビ版）                                                                          |                                               |
| 1998   | ジャッキー・ブラウン Jackie Brown                                                                             | オデール・ロビー                        | ベルリン国際映画祭銀熊賞 (男優賞) 受賞                                                                                 | 大塚明夫                                      |
| 1998   | スフィア Sphere                                                                                               | ハリー・アダムス                        | | 立木文彦                                      |
| 1998   | アウト・オブ・サイト Out of Sight                                                                             | ヘンリー                                | クレジットなし | 松本大（ソフト版） 石塚運昇（日本テレビ版）   |
| 1999   | レッド・バイオリン Le Violon rouge                                                                            | モリッツ                                | | 菅生隆之                                      |
| 1999   | 交渉人 The Negotiator                                                                                         | ダニー・ローマン                        | 手塚秀彰（ソフト版） 江原正士（テレビ朝日版）                                                                          |                                               |
| 1999   | スター・ウォーズ エピソード1/ファントム・メナス Star Wars: Episode I - The Phantom Menace                     | メイス・ウィンドウ                      | 玄田哲章 |                                               |
| 1999   | スター・ウォーズ神話 The Unauthorized 'Star Wars' Story                                                       | 本人                                    | ドキュメンタリー映画                                                                                                   | 不明                                          |
| 1999   | スター・ウォーズ伝説 The Stars of 'Star Wars': Interviews from the Cast                                       | 本人                                    | ドキュメンタリー映画                                                                                                   | 不明                                          |
| 1999   | ディープ・ブルー Deep Blue Sea                                                                                | ラッセル・フランクリン                  | | 池田勝（ソフト版、日本テレビ版）              |
| 1999   | Our Friend, Martin                                                                                            | ターナー                                | ビデオ映画・声の出演                                                                                                   | N/A                                           |
| 2000   | 英雄の条件 Rules of Engagement                                                                                | テリー・L・チルダース大佐               | | 池田勝（ソフト版） 屋良有作（フジテレビ版）   |
| 2000   | シャフト Shaft                                                                                                | ジョン・シャフト                        | 手塚秀彰 |                                               |
| 2001   | ケイブマン The Caveman's Valentine                                                                            | ロミュラス                              | 池田勝 |                                               |
| 2001   | アンブレイカブル Unbreakable                                                                                  | イライジャ・プライス                    | 手塚秀彰（ソフト版） 山寺宏一（テレビ東京版）                                                                          |                                               |
| 2002   | アート・オブ・アクション マーシャル・アーツ・フィルムの変遷 The Art of Action: Martial Arts in Motion Picture | ナレーション                            | 不明 |                                               |
| 2002   | スター・ウォーズ エピソード2/クローンの攻撃 Star Wars: Episode II - Attack of the Clones                      | メイス・ウィンドウ                      | 玄田哲章 |                                               |
| 2002   | トリプルX xXx                                                                                                 | オーガスタス・ギボンズ                  | 玄田哲章（ソフト版） 小川真司（テレビ朝日版）                                                                          |                                               |
| 2002   | チェンジング・レーン Changing Lanes                                                                           | ドイル・ギブソン                        | 池田勝 |                                               |
| 2003   | ケミカル51 The 51st State                                                                                     | エルモ・マケルロイ                      | 兼製作総指揮 | 大塚明夫                                      |
| 2003   | ノー・グッド・シングス No Good Deed                                                                           | ジャック・フライア                      | | 大塚明夫                                      |
| 2003   | 閉ざされた森 Basic                                                                                            | ウエスト                                | | 大塚明夫                                      |
| 2003   | S.W.A.T. | ダン・“ホンドー”・ハレルソン巡査部長    | 大塚明夫（ソフト版） 玄田哲章（日本テレビ版）                                                                          |                                               |
| 2004   | イン・マイ・カントリー Country of My Skull                                                                    | ラングストン・ウィットフィールド        | （吹き替え版なし） |                                               |
| 2004   | ツイステッド Twisted                                                                                          | ミルズ                                  | 大塚明夫 |                                               |
| 2004   | キル・ビル Vol.2 Kill Bill: Vol. 2                                                                            | ルーファス                              | 世古陽丸 |                                               |
| 2004   | Mr.インクレディブル The Incredibles                                                                           | ルシアス・ベスト / フロゾン             | 声の出演 | 斎藤志郎                                      |
| 2005   | トリプルX ネクスト・レベル xXx: State of the Union                                                            | オーガスタス・ギボンズ                  | | 玄田哲章（ソフト版） 銀河万丈（テレビ朝日版） |
| 2005   | デトロイト・コップ・シティ The Man                                                                            | デリック・ヴァン                        | 大塚明夫 |                                               |
| 2005   | スター・ウォーズ エピソード3/シスの復讐 Star Wars: Episode III - Revenge of the Sith                          | メイス・ウィンドウ                      | 玄田哲章 |                                               |
| 2005   | コーチ・カーター Coach Carter                                                                                 | コーチ・ケン・カーター                  | 手塚秀彰 |                                               |
| 2006   | 勇者たちの戦場 Home of The Brave                                                                              | ウィル・マーシャル軍医                  | 池田勝 |                                               |
| 2006   | フリーダムランド Freedomland                                                                                  | ロレンゾ・カウンシル                    | 玄田哲章 |                                               |
| 2006   | 童貞ペンギン Farce of Penguins                                                                                | ナレーター                              | （吹き替え版なし） |                                               |
| 2006   | スネーク・フライト Snakes on a Plane                                                                          | ネヴィル・フリン                        | 内海賢二 大塚明夫（予告） 立木文彦（DVD予告）                                                                          |                                               |
| 2007   | ザ・クリーナー 消された殺人 Cleaner                                                                           | トム・カトラー                          | 大塚明夫 |                                               |
| 2007   | サミュエル・L・ジャクソン in ザ・チャンプ 伝説のファイター Resurrecting the Champ                             | ボブ・サッターフィールド                | 不明 |                                               |
| 2007   | ブラック・スネーク・モーン Black Snake Moan                                                                   | ラザラス                                | 手塚秀彰 |                                               |
| 2008   | ザ・スピリット The Spirit                                                                                     | オクトパス                              | 玄田哲章 |                                               |
| 2008   | レイクビュー・テラス 危険な隣人 Lakeview Terrace                                                              | エイベル・ターナー                      | 大塚明夫 |                                               |
| 2008   | ソウルメン Soul Men                                                                                           | ルイス                                  | 辻親八 |                                               |
| 2008   | ジャンパー Jumper                                                                                             | ローランド・コックス                    | 玄田哲章（劇場公開版） 銀河万丈（テレビ朝日版）                                                                        |                                               |
| 2008   | スター・ウォーズ/クローンウォーズ Star Wars: The Clone Wars                                                   | メイス・ウィンドウ                      | 声の出演 | 玄田哲章                                      |
| 2008   | アイアンマン Iron Man                                                                                         | ニック・フューリー                      | | 手塚秀彰（劇場公開版）                        |
| 2008   | 1408号室 1408                                                                                                 | ジェラルド・オリン支配人                | 玄田哲章 |                                               |
| 2009   | ATOM Astro Boy                                                                                                | ゾグ                                    | 声の出演 | 加瀬康之                                      |
| 2009   | イングロリアス・バスターズ Inglourious Basterds                                                               | ナレーター                              | クレジットなし | 小林清志                                      |
| 2009   | アフロサムライ:レザレクション Afro Samurai: Resurrection                                                      | アフロサムライ、ニンジャニンジャ        | テレビ映画・声の出演 兼製作総指揮                                                                                      | （吹き替え版なし）                            |
| 2010   | 4デイズ Unthinkable                                                                                           | H（ヘンリー・ハロルド・ハンフリーズ）   | | 大塚明夫                                      |
| 2010   | アイアンマン2 Iron Man 2                                                                                      | ニック・フューリー                      | 手塚秀彰（劇場公開版） 玄田哲章（テレビ朝日版）                                                                        |                                               |
| 2011   | キリング・ゲーム Arena                                                                                        | ローガン                                | （吹き替え版なし） |                                               |
| 2011   | ディズニーネイチャー サバンナを生きる百獣の王 African Cats                                                    | ナレーション                            | ドキュメンタリー映画                                                                                                   | 不明                                          |
| 2011   | 愛する人 Mother and Child                                                                                     | ポール                                  | | （吹き替え版なし）                            |
| 2011   | マイティ・ソー Thor                                                                                           | ニック・フューリー                      | クレジットなし | 手塚秀彰                                      |
| 2011   | アザー・ガイズ 俺たち踊るハイパー刑事! The Other Guys                                                         | P・K・ハイスミス                        | | 間宮康弘                                      |
| 2011   | キャプテン・アメリカ/ザ・ファースト・アベンジャー Captain America: The First Avenger                          | ニック・フューリー                      | 手塚秀彰 |                                               |
| 2012   | デビル・ストレンジャー Meeting Evil                                                                           | リッチー                                | 大塚明夫 |                                               |
| 2012   | バード・ストーリー Zambezia                                                                                   | テンダイ                                | 魚建 |                                               |
| 2012   | アベンジャーズ The Avengers                                                                                   | ニック・フューリー                      | 竹中直人 |                                               |
| 2012   | コンフィデンスマン/ある詐欺師の男 The Samaritan                                                               | フォリー                                | 兼製作総指揮 | 手塚秀彰                                      |
| 2013   | ジャンゴ 繋がれざる者 Django Unchained                                                                        | スティーブン                            | | 屋良有作                                      |
| 2014   | ダウト・ゲーム Reasonable Doubt                                                                               | クリントン・デイヴィス                  | 手塚秀彰 |                                               |
| 2014   | ロボコップ RoboCop                                                                                            | パット・ノヴァク                        | 玄田哲章 |                                               |
| 2014   | キャプテン・アメリカ/ウィンター・ソルジャー Captain America: The Winter Soldier                               | ニック・フューリー                      | 竹中直人 |                                               |
| 2014   | ターボ Turbo                                                                                                  | ウィップラッシュ                        | 声の出演 | 玄田哲章                                      |
| 2014   | オールド・ボーイ Oldboy                                                                                       | チェイニー                              | | 黒澤剛史                                      |
| 2015   | カイト/KITE Kite                                                                                              | カール・アカイ                          | 有本欽隆 |                                               |
| 2015   | ベアリー・リーサル Barely Lethal                                                                              | ハードマン教官                          | 西垣俊作 |                                               |
| 2015   | アベンジャーズ/エイジ・オブ・ウルトロン Avengers: Age of Ultron                                               | ニック・フューリー                      | 竹中直人 |                                               |
| 2015   | ビッグゲーム 大統領と少年ハンター Big Game                                                                    | ウィリアム・ムーア大統領                | 大塚明夫 |                                               |
| 2015   | キングスマン Kingsman: The Secret Service                                                                     | リッチモンド・ヴァレンタイン            | 玄田哲章 |                                               |
| 2015   | シャイラク Chi-Raq                                                                                            | Dolmedes                                | （吹き替え版なし） |                                               |
| 2016   | ヘイトフル・エイト The Hateful Eight                                                                          | マーキス・ウォーレン                    | 大塚明夫 |                                               |
| 2016   | ミス・ペレグリンと奇妙なこどもたち Miss Peregrine's Home for Peculiar Children                                | バロン                                  | 玄田哲章 |                                               |
| 2016   | ターザン:REBORN The Legend of Tarzan                                                                          | ジョージ・ワシントン・ウィリアムズ      | 手塚秀彰 |                                               |
| 2017   | セル Cell | トム                                    | 大塚明夫 |                                               |
| 2017   | トリプルX:再起動 xXx: Return of Xander Cage                                                                   | オーガスタス・ギボンズ                  | 玄田哲章 |                                               |
| 2017   | キングコング:髑髏島の巨神 Kong: Skull Island                                                                  | プレストン・パッカード大佐              | 手塚秀彰 |                                               |
| 2017   | ヒットマンズ・ボディガード The Hitman's Bodyguard                                                             | ダリウス・キンケイド、牧師              | Netflixオリジナル映画                                                                                                  | 石井康嗣（Netflix版） 手塚秀彰（ソフト版）    |
| 2018   | アベンジャーズ/インフィニティ・ウォー Avengers: Infinity War                                                  | ニック・フューリー                      | カメオ出演（クレジットなし）                                                                                           | 竹中直人                                      |
| 2018   | 私はあなたのニグロではない I Am Not Your Negro                                                                | ナレーション                            | ドキュメンタリー映画                                                                                                   | （吹き替え版なし）                            |
| 2018   | インクレディブル・ファミリー Incredibles 2                                                                    | ルシアス・ベスト / フロゾン             | 声の出演 | 斎藤志郎                                      |
| 2019   | ミスター・ガラス Glass                                                                                        | イライジャ・プライス / ミスター・ガラス | | 手塚秀彰                                      |
| 2019   | キャプテン・マーベル Captain Marvel                                                                           | ニック・フューリー                      | 竹中直人 |                                               |
| 2019   | ユニコーン・ストア Unicorn Store                                                                              | セールスマン                            | Netflixオリジナル映画                                                                                                  | 石井康嗣                                      |
| 2019   | アベンジャーズ/エンドゲーム Avengers End Game                                                                 | ニック・フューリー                      | | （台詞なし）                                  |
| 2019   | シャフト Shaft                                                                                                | ジョン・シャフト                        | Netflixオリジナル映画                                                                                                  | 手塚秀彰                                      |
| 2019   | スパイダーマン:ファー・フロム・ホーム Spider-Man: Far From Home                                               | ニック・フューリー                      | | 竹中直人                                      |
| 2019   | 天才たちの頭の中〜世界を面白くする107のヒント〜 Why Are We Creative?                                          | 本人                                    | ドキュメンタリー映画                                                                                                   | （吹き替え版なし）                            |
| 2019   | ライフ・イットセルフ 未来に続く物語 Life Itself                                                               | 本人                                    | 兼ナレーター | （吹き替え版なし）                            |
| 2019   | スター・ウォーズ/スカイウォーカーの夜明け Star Wars: The Rise of Skywalker                                    | メイス・ウィンドゥ                      | 声の出演（カメオ出演）                                                                                                 | 玄田哲章                                      |
| 2020   | ザ・バンカー The Banker                                                                                       | ジョー・モリス                          | Apple TV＋オリジナル作品 兼製作総指揮                                                                                  | 手塚秀彰                                      |
| 2021   | ラスト・フル・メジャー 知られざる英雄の真実 The Last Full Measure                                             | ビリー・タコダ                          | | 手塚秀彰                                      |
| 2021   | スパイラル:ソウ オールリセット Spiral: From the Book of Saw                                                   | マーカス・バンクス                      | | 手塚秀彰                                      |
| 2021   | ヒットマンズ・ワイフズ・ボディガード The Hitman's Wife's Bodyguard                                            | ダリウス・キンケイド                    | | 手塚秀彰                                      |
| 2021   | マーベラス The Protégé                                                                                        | ムーディー・ダットン                    | | 手塚秀彰                                      |
| 2022   | ハンクの肉球大決戦 Paws of Fury: The Legend of Hank                                                           | ジンボ                                  | 声の出演 | 玄田哲章                                      |
| 2023   | ザ・キル・ルーム The Kill Room                                                                                | ゴードン                                | | 手塚秀彰                                      |
| 2023   | クエンティン・タランティーノ 映画に愛された男 21 Years: Quentine Tarantino/QT8: The First Eight               | 本人                                    | ドキュメンタリー映画                                                                                                   | （吹き替え版なし）                            |
| 2023   | マーベルズ The Marvels                                                                                        | ニック・フューリー                      | | 竹中直人                                      |
| 2024   | ザ・チェイサー 追撃者 Damaged                                                                                 | ダン・ローソン                          | 「未体験ゾーンの映画たち2025」にて上映                                                                                 |                                               |
| 2024   | ARGYLLE/アーガイル Argylle                                                                                    | アルフレッド・ソロモン                  | | 玄田哲章                                      |
| 2024   | ねこのガーフィールド The Garfield Movie                                                                       | ヴィック                                | 声の出演 | 山路和弘                                      |
| 2024   | ピアノ・レッスン The Piano Lesson                                                                             | ドーカー・チャールズ                    | Netflixオリジナル映画                                                                                                  | 江原正士                                      |
| TBA    | Unholy Trinity                                                                                                | St. Christopher                         | ポストプロダクション                                                                                                   |                                               |
| TBA    | Afterburn |                                         | 撮影中 |                                               |
| TBA    | The Honest Liar                                                                                               | TBA                                     | |                                               |

### テレビ
| 年        | 題名                                                                             | 役名                              | 備考                                              | 吹き替え                        |
| --------- | -------------------------------------------------------------------------------- | --------------------------------- | ------------------------------------------------- | ------------------------------- |
| 1987      | アンクルトム物語 Uncle Tom's Cabin                                               | ジョージ                          | テレビ映画                                        |                                 |
| 1990-1991 | ロー&オーダー Law & Order                                                        | タガート                          | 第1シーズン第14話「レイプの真相」                 |                                 |
| 1991      | モブジャスティス/殺しの掟 In the Line of Duty: Mob Justice                       | エヴァレット・ハッチャー          | テレビ映画                                        |                                 |
| 1998      | サタデー・ナイト・ライブ Saturday Night Live                                     | 本人 / ホスト                     | 「Samuel L. Jackson/Ben Folds Five」              |                                 |
| 2001      | The Proud Family                                                                 | ジョセフ                          | アニメ 第1シーズン第11話「Seven Days of Kwanzaa」 | N/A                             |
| 2002      | バッドアス・シネマ BaadAsssss Cinema                                             | 本人                              | テレビドキュメンタリー映画                        |                                 |
| 2005-2006 | ブーンドックス The Boondocks                                                     | ジン・ラミー                      | 計5話声の出演                                     |                                 |
| 2007      | アフロサムライ Afro Samurai                                                      | アフロサムライ / ニンジャニンジャ | 計5話声の出演 兼製作総指揮                        |                                 |
| 2013-2014 | エージェント・オブ・シールド Agents of S.H.I.E.L.D.                              | ニック・フューリー                | 計2話出演                                         | 竹中直人                        |
| 2020      | さらば! 2020年 Death to 2020                                                     | ダッシュ・ブラケット              | Netflixオリジナルスペシャル                       | （吹き替え版なし）              |
| 2021      | 自由の国アメリカ: 闘いと変革の150年 Amend: The Fight for America                 | 本人                              | 計2話出演                                         |                                 |
| 2021      | ホワット・イフ...? What If...?                                                   | ニック・フューリー                | 計4話声の出演 Disney+オリジナル作品               | 立木文彦                        |
| 2022      | トレミー・グレイ 最期の日々 The Last Days of Ptolemy Grey                        | トレミー・グレイ                  | ミニシリーズ                                      | 手塚秀彰                        |
| 2023      | シークレット・インベージョン Secret Invasion                                     | ニック・フューリー                | Disney+オリジナル作品 兼製作総指揮                | 竹中直人（本編） 不明（予告編） |
| 2023      | アッセンブル「シークレット・インベージョン」の裏側 The Making of Secret Invasion | 本人                              | Disney+オリジナルドキュメンタリー                 |                                 |

### ビデオゲーム
| 発売年 | 題名                                                                     | 役名                      | 備考                 |
| ------ | ------------------------------------------------------------------------ | ------------------------- | -------------------- |
| 2004   | Mr.インクレディブル The Incredibles                                      | フロゾン                  |                      |
| 2004   | グランド・セフト・オート・サンアンドレアス Grand Theft Auto: San Andreas | フランク・テンペニー      | 日本では2007年に発売 |
| 2009   | Afro Samurai                                                             | Afro Samurai, Ninja Ninja | 日本未発売           |
| 2010   | Heroes of Newerth                                                        | Announcer                 | 日本未発売           |
| 2010   | Iron Man 2                                                               | Nick Fury                 | 日本未発売           |
| 2011   | Lego Star Wars III: The Clone Wars                                       | Mace Windu                | 日本未発売           |
| 2014   | ディズニー インフィニティ2.0 Disney Infinity 2.0                         | ニック・フューリー        |                      |
| 2015   | ディズニー インフィニティ3.0 Disney Infinity 3.0                         | ニック・フューリー        |                      |

## 日本語吹き替え
主に担当しているのは、以下の人物である。
手塚秀彰
『交渉人』（ソフト版）で初担当。以降、大半の作品を吹き替えており、サミュエルの吹替声優として知られている。なお、マーベル・シネマティック・ユニバースでのニック・フューリー役もシリーズ初期は担当していたものの『アベンジャーズ』以降は竹中直人に交代しており、竹中自身も手塚のイメージが強いことから心配を抱えつつ収録に臨んでいたことを明かしている。
玄田哲章
『スター・ウォーズ エピソード1/ファントム・メナス』のメイス・ウィンドウ役で初担当。同作をはじめとして、サミュエルが出演した『スター・ウォーズ』シリーズは全作品を吹き替えたほか、サミュエルが声優として出演した作品や『トリプルX』シリーズ、『キングスマン』などの代表作も担当し、手塚と並んでサミュエルのお馴染みの吹替声優として定着している。
大塚明夫
『ローデッド・ウェポン1』（標準語版）で初担当。以降、『パルプ・フィクション』などのクエンティン・タランティーノ監督作品をはじめとして上記二名に次いで多く吹き替えている。
池田勝
『愛犬フルーク/生まれかわったパパ』で初担当。以降、『ダイ・ハード3』、『ディープ・ブルー』など、主に初期の作品を担当している。
このほかにも、江原正士、屋良有作、石井康嗣、銀河万丈、石塚運昇、立木文彦、谷口節なども複数回、声を当てている。
また、サミュエルが声優を務めた『Mr.インクレディブル』シリーズのフロゾン役は斎藤志郎が担当している。